# Vivre sans temps mort, jouir sans entraves
« Vivre sans temps mort, jouir sans entraves », parfois présenté comme un des slogans de Mai 68, est la conclusion et la dernière phrase du célèbre pamphlet situationniste distribué en novembre 1966 par l'UNEF aux 18 000 étudiants de Strasbourg, De la misère en milieu étudiant, sous la forme d'une brochure d'une vingtaine de pages, ensuite diffusée à 300 000 exemplaires via de nombreuses republications partout en France.
Son auteur est le syndicaliste tunisien Mustapha Khayati, cerveau de l'Internationale situationniste depuis 1965, qu'il a quittée en octobre 1969 pour combattre en Jordanie lors de la création du « Front démocratique pour la libération de la Palestine ».
Ce slogan conseille aux étudiants opposés au capitalisme de ne pas perdre de temps dans les bureaucraties ou avec les produits et penseurs à la mode, pour mieux consacrer chaque instant disponible à faciliter la mise en place dans les entreprises d'une démocratie directe, permettant à la classe ouvrière de renverser le pouvoir capitaliste dès que la situation le permettra.
Le slogan est sans connotation sexuelle, car il est question de mieux jouir de son temps, comme le précise la première partie de la phrase parfois occultée. Les entraves à éliminer ne sont pas des interdits sexuels (comme l'inceste, la pédophilie, la zoophilie, etc.) mais sont une référence à la pression exercée par les bureaucraties politiques et syndicales, les modes intellectuelles ou la société de consommation.
Le pamphlet dénonce cette pression en évoquant notamment  son corollaire, le concept de « société du spectacle », développé l'année suivante par le situationniste Guy Debord dans un livre éponyme.

## Auteur
L'auteur du texte est Mustapha Khayati, militant, historien et penseur politique tunisien, membre historique de l'Internationale situationniste, dont il dut démissionner lors de la VIIIe Conférence (Venise, 1er octobre 1969) à la suite de son engagement en Jordanie auprès du nouveau « Front démocratique pour la libération de la Palestine ».
Mustapha Khayati, qui avait défié le parti tunisien au pouvoir d'Habib Bourguiba, en militant pour l'indépendance syndicale était l'un des animateurs du Groupe d’Étude et d'Action Socialistes Tunisien, fondé à Paris en 1963 et publiant la revue Perspectives tunisiennes. Il s'était fait connaitre dès de mars 1965 par son Le happening  sur les robots à Strasbourg puis avait milité contre le coup d’État du 19 juin 1965 en Algérie risquant de remettre en cause l'orientation vers l'autogestion.

## Verbatim
La dernière phrase du pamphlet De la misère en milieu étudiant est :
« Les révolutions prolétariennes seront des fêtes ou ne seront pas, car la vie qu'elles annoncent sera elle-même créée sous le signe de la fête. Le jeu est la rationalité ultime de cette fête, vivre sans temps mort, jouir sans entraves sont les seules règles qu'il pourra reconnaître ».
Selon Cécile Canut, professeur au département de Sciences du langage de l'Université Paris-Descartes, cette phrase sera plus tard extraite de son contexte et présentée comme une conséquence néfaste et antisociale de Mai 68 pour la dénigrer alors qu'elle s'applique au contraire dès 1966 à une idéologie très sociale.

## La présence très réduite en Mai 68
Les situationnistes ne disposent que de très peu de militants en Mai 68, les ayant eux-mêmes sélectionnés soigneusement. Ils se font exclure de Nanterre comme de la Sorbonne par les autres groupes marxistes, qui leur reprochent leur critique virulente de la bureaucratie.
Ils sont donc isolés et les seuls à promouvoir le slogan « Vivre sans temps mort, jouir sans entraves », mais en 1966 et 1967 et essentiellement par les réimpressions de la brochure, car ce slogan ne figure pas parmi les six affiches qu'ils font imprimer via le Conseil pour le maintien des occupations, déménagé à l'Institut pédagogique national, après son expulsion de la Sorbonne.
Les slogans de ces six affiches sont: « Abolition de la société de classes », « Fin de l'université », « Occupation des usines », « A bas la société spectaculaire marchande », « Le pouvoir aux conseils de travailleur », et « Que peut le mouvement révolutionnaire maintenant ? Tout. Que devient-il entre les mains des partis et des syndicats. Rien. Que veut - il ? La réalisation de la société sans classe par le pouvoir des Conseils Ouvriers »,.
Il ne figure pas non plus sur les quelques 415 à 600 différents modèles différents d'affiches murales, reproduisant chacune un slogan différent, éditées par les étudiants et professeurs en grève occupant l'École des beaux-arts de Paris, qui subit l'une des plus longues occupations de Mai 68, pendant 46 jours, mais aussi l'École des Arts-déco et d'autres « ateliers populaires » à Strasbourg, Montpellier, Marseille, Lyon, Grenoble, Dijon, Caen et Amiens.
Il n'est pas non plus inclus dans la liste de ceux constatés sur les murs de La Sorbonne occupée, que publie Le Monde le 18 mai dans un reportage sur place.

## Autres slogans situationnistes liés
Les autres slogans situationnistes liés se réfèrent tous aux idées développées dans « De la misère en milieu étudiant », la brochure situationniste rédigée par Mustapha Khayati et distribuée en novembre 1966 aux 18000 étudiants Strasbourg : 
- « L'ennui est contre-révolutionnaire » écrit par le situationniste René Riesel le 22 mars à Nanterre puis par Mustapha Khayati et lui, militants de l'Internationale situationniste, pour le comité des occupations de La Sorbonne[3],[4];
- « Nous ne voulons pas d'un monde où la certitude de ne pas mourir de faim s'échange contre le risque de mourir d'ennui », sur les murs selon le Figaro du 18 mai 1968[7] et cité dans Le Monde le 31 mai 1968, évoquant par ailleurs Daniel Cohn-Bendit le disant dix jours plus tôt, sans en citer l'auteur[8],[9];
- «  Ne travaillez jamais », slogan écrit dès 1963 par Guy Debord, cofondateur de l'Internationale situationniste;
- « Une société qui abolit toute aventure, fait de l'abolition de cette société la seule aventure possible », du cofondateur de l'Internationale situationniste Raoul Vaneigem[10].

## Reprise en Mai 68 par les situationistes

### A l'Université de Nanterre
Alors que l'Université Paris-Nanterre est en 1968 un fief des situationistes, le slogan « Vivre sans temps mort, jouir sans entraves » n'y apparait pas. Au cours de l'hiver 1967-1968, un petit groupe de 6 à 8 étudiants situationnistes apparaît à l'Université de Nanterre, après avoir été déjà actifs au cours de l'année 1967. Ils multiplient les modes de militantisme artistiques et créatif, puis se baptisent « Les Enragés ». Leur leader René Riesel est un admirateur de Mustapha Khayati, l'auteur du slogan.
C'est lui qui lance le happening du 22 Mars à Nanterre, l'occupation de la tour administrative, mais s'en désolidarise après seulement vingt minutes, quand Daniel Cohn-Bendit l'accuse d'avoir d'avoir ouvert le frigidaire pour se servir des boissons. Les situationnistes laissent sur les lieux trois graffitis, « L'ennui est contre-révolutionnaire », « Le savoir n'est pas un bouillon de culture » et « Ne travaillez jamais »,, qui font écho à ce slogan et rendent directement hommage au texte de Mustapha Khayati à Strasbourg,.
Cinq semaines plus tôt, lors du Mai 68 à Nantes, environ 1 500 étudiants avaient envahi le 14 février 1968 le rectorat, à l’appel de l'UNEF locale et de son président Yvon Chotard, pour réclamer le paiement de leurs bourses, dénonçant les modes d'attribution et leur faible niveau financier. Certains manifestants avaient alors été accusés d'avoir ouvert le réfrigérateur du recteur Max Schmitt, selon des articles de presse . Le situationiste de Nanterre Gérard Bigorgne avait participé à cette invasion du rectorat, invité par son ami nantais  Juvénal Quillet élu en décembre 1967 président des résidences universitaires de Nantes.

### A l'Université de la Sorbonne
Visé pour son activisme remuant, René Riesel, étudiant à Nanterre fait l'objet d'une convocation le 6 mai 1968 devant la commission de discipline universitaire, au même titre que Daniel Cohn Bendit, qui s'effectue à la Sorbonne. René Riesel fait paretie, juste après, le 13 mai, des premiers occupants de la Sorbonne, avec ses camarades de l'Internationale Situationiste. Mais ils sont, là aussi, chassés par les groupes marxistes-léninistes, qui se voient comme une avant-garde du prolétariat et s'agacent de leurs positions en faveur de l'autogestion et de la démocratie directe.
Le groupe se replie alors à l'Institut pédagogique national, où ils réalisent six affiches offset aux slogans situationnistes répliquant ceux du CMDO de la Sorbonne, grâce au matériel des locaux des Arts déco et à une imprimerie en grève: « Abolition de la société de classes », « Fin de l'université », « Occupation des usines », « A bas la société spectaculaire marchande », « Le pouvoir aux conseils de travailleur », et « Que peut le mouvement révolutionnaire maintenant ? Tout. Que devient-il entre les mains des partis et des syndicats. Rien. Que veut - il ? La réalisation de la société sans classe par le pouvoir des Conseils Ouvriers »,.
La brochure de 1966 dont le slogan est la conclusion, qui a eu un retentissement dans toute la sphère anarchiste, a retenu aussi l'attention d'un d'eux, Christian Sebastiani, militant anarchiste à la Sorbonne, surnommé « le poète des murailles ». Il est membre du groupe Sysphe, appelé aussi "Groupe d'action révolutionnaire (GAR), l'un des 3 groupes de la Fédération anarchiste qui font alors scission, pour réjoindre l'IS. Appelé « le poète des murailles » car il a inscrit à lui seul, sur les murs de Paris, bon nombre des graffiti de Mai 68, à l'aide de bombes de peinture. c'est lui qui aurait écrit sur l'un des murs "Vivre sans temps mort, jouir sans entraves" et "consommez plus, vous vivrez moins", l'expression "sans temps mort" désignant une qualité de vie et pas seulement le refus de perdre du temps.
Christian Sebastiani est aussi un des rares adhérents officiels de l'IS, qui sont triés sur le volet par le leader Guy Debord. Peu après Mai 68, lorsqu'Angéline Neveu, seule femme des enragés de Nanterre, est convoquée à un procès militant, pour une obscure affaire de mœurs, à la Taverne du Régent, place de Clichy c'est à lui que l'instruction est confiée par l'IS.

## Contexte et signification: interprétations ultérieures
L'historien Jean-Christophe Angaut estime que ce slogan a été perçu surtout comme une "critique artiste de l’ennui du quotidien", les textes situationnistes dont elle est tirée étant surtout des « critiques en actes du capitalisme », pour effectuer la promotion de "conseils ouvriers", libérés de l'entrave des bureaucraties politiques ou syndicales, car les situationnistes militaient pour la démocratie directe". Jean-Christophe Angaut rappelle qu'il s'agissait d'un « groupe restreint » de militants, mais capable d'inspirer « quantité de tracts ». Mais la brochure qui est conclue par ce slogan ne fait pas partie, selon lui des "deux textes" reflétant "la participation des situationnistes aux événements de Mai 68": 
- le livre rédigé par une demi-douzaine d'entre eux à l'été 1968, "Enragés et situationnistes dans le mouvement des occupations";
- le texte de Guy Debord en 1969  « Le commencement d'une époque ».

Les thèmes des situationnistes s'adressaient surtout aux étudiants politisés, selon l'historien Eric Brun. Ils ne réapparaissent ensuite qu'en décembre 1970, au moment où ils décident de se dissoudre. Le magazine Actuel leur consacre alors un article. Le premier numéro de la revue confidentielle de l'Union des Groupes Autonomes Libertaires publié un mois avant, évoque cette dissolution, et cite le slogan  Vivre sans temps mort, jouir sans entraves !.

## Livre de PPDA en 1978
Le livre de 1978 Patrick Poivre d'Arvor « Mai 68-Mai-78 » met en valeur plusieurs slogans de Mai 68 comme « Il est interdit d'interdire » et « Vivre sans temps mort, jouir sans entraves », qui est décliné dans sa forme longue, en incluant la première partie de la phrase, légèrement tronquée, « le jeu est la rationalité ultime des fêtes prolétariennes ».
Le texte accompagne une sélection de photos de Gamma, la première étant « Daniel Cohn-Bendit face à un CRS devant la Sorbonne ». PPDA est alors depuis 1977, présentateur unique du journal de 20h sur la 2e chaine, après avoir été chef adjoint du service « politique intérieure » de France Inter à seulement 29 ans et chargé de la revue de presse à l'âge de 24 ans, une carrière météoritique qui suit de peu celle qu'il avait débuté en politique, en étant vice-président du Mouvement des républicains indépendants en 1971, un engagement dont il s'est souvenu par la suite dans les années 2000. Dans ce livre de 1978, il affirme s'être « nourri de l’encre des journaux » vendus au carrefour Saint-Germain et Saint-Michel et « avoir été un témoin passionné de ces folles semaines » vécues comme « l’explosion de liberté, de la fête, mais aussi des drames, de la violence, de la peur ». Il dit s'être associé à l’Agence Gamma pour « un album-souvenir (qui) retrace sa jeune et brillante carrière » car elle « s’est fait connaître » par « ses reportages photographiques sur les remous de cette année exceptionnelle, en France et dans le monde ». Le livre, qui se veut un anniversaire de Mai 68, décrit les interventions d'Olivier Giscard d'Estaing au milieu des manifestants occupant le théâtre de l'Odéon en mai 1968, en décrivant une assistante "intéressée" à défaut d'être séduite.

## Première critique, l'autobiographie de Régis Debray en 1996
Alors que les critiques parfois virulentes de Mai 68 démarrent dès la fin des années 1970, ce slogan n'est pas mis en cause pendant trente ans, même en 1985 quand 
Luc Ferry publie en 1985 un pamphlet dénonçant dans la pensée 68, un anti-humanisme
, en traquant toutes ses faiblesses. Présentant ce mouvement comme « la révolte de la liberté contre l'oppression étatique », par un important travail de recherches de sources postérieures à Mai 68, le livre retient surtout les liens, au sein d'un « même univers culturel », entre Mai 68 et les théories de Pierre Bourdieu, Louis Althusser, Jacques Derrida et Jacques Lacan, auquel il reproche d'historiser et de soupçonner.
Le slogan subit sa première critique exactement trente ans après sa conception. Elle vient des rangs de la gauche, dans l'autobiographie de Régis Debray publiée en 1996. Le slogan est critiqué, mais en sans y ajouter de connotation sexuelle, en respectant le sens voulu par les situationniste, celui de jouir de son temps de vie pour ne plus le perdre avec les bureaucraties, l'ennui, le travail et les productions intellectuelles aliénantes.
L'autobiographie de Régis Debray est à l'époque l'ouvrage qui exprime le plus son « désenchantement » sur Mai 68, qui cependant apparaitra ensuite comme l'événement dont « il a sû tirer le plus grand parti » pour vendre ses livres. En mai 68, l'auteur était en prison en Bolivie, après avoir réalisé doublement son projet, en publiant en janvier 1967 « Révolution dans la révolution », livre qui « donne au castrisme son noyau et sa forme théoriques », à la gloire de Fidel Castro, et qui contribue à la « légende » de l'auteur, au même titre que son arrestation, trois mois après, en avril 1967 en Bolivie au moment de la mort de Che Guevara, où il est emprisonné jusqu'en 1971.
Régis Debray explique en 1996 avoir été à l'époque « choqué par l’hédonisme libertaire » de Mai 68 « où il s’agissait de jouir sans entraves et non de mourir pour la Cause ».
L'écrivain-militant est alors invité à un débat avec Jean d'Ormesson, par Anne Sinclair dans son émission « 7 sur 7 » du  dimanche soir. Son livre lui vaut aussi un compte-rendu de lecture élogieux dans L'Humanité, alors qu'il vient d'adhérer à la nouvelle « Société des amis de L'Humanité » , tandis que Le Monde publie peu après en exclusivité le témoignage sa rencontre au Chiapas avec le sous-commandant Marcos, chef des zapatistes qui lui donne l'occasion de commémorer la mort de Che Guevara, selon lui « transfiguré par l'ignorance de la génération 68 en une sorte d'apôtre de l'anarcho-humanisme ».

## Interprétation de Finkielkraut et Jean-Pierre Le Goff
Pour le philosophe Alain Finkielkraut ce slogan incarnait le souhait de parvenir, sans perdre de temps, à la hauteur de la génération précédente, celle des résistants: « nous voulions gagner notre droit de vivre en nous hissant au niveau de ceux qui, juste avant notre venue au monde, avaient dû affronter les tempêtes de l’Histoire ».
Une aspiration à la « rupture totale » avec « un présent désenchanté » mais aussi avec « un passé devenu culture de musée » estime au contraire  le sociologue Jean-Pierre Le Goff, pour qui ce slogan appelait aussi les étudiants à « s'arracher à l'ennui des cours magistraux, au vide et à la répétition du quotidien », ce qui l'a finalement éloigné des « revendications salariales des ouvriers en grève » en Mai 68. Et dans les années qui suivent, selon le philosophe Jacques Guigou, ce slogan « n'a pas trouvé, pour cause de disparition du prolétariat », son  « sujet historique » et cette « aspiration à changer la vie via une révolution ouvrière s’est par la suite institutionnalisée » dans une simple consommation de qualité de vie.

## Les réinterprétations des années 2000 et 2010
Dans les années 2000 et 2010, ce slogan est parfois présenté dans un sens inverse à celui qu'il avait lors de son écriture, en coupant la phrase en deux, pour ne garder que la seconde partie, et la coupler avec une autre phrase, Il est interdit d'interdire !, qui n'émane pas des mêmes auteurs, ne date pas de la même époque et n'a pas le même sens.
Les deux slogans sont alors présentés comme « comme programmatique de Mai 68 » et « entrés en application progressive depuis quarante ans » pour favoriser, selon les commentaires, soit le règne de la publicité, soit la décadence sexuelle qui regrouperait pêle-mêle, la contraception, l’avortement, l’amour libre, la facilitation du divorce, la diffusion du concubinage, et la reconnaissance de l’homosexualité via un "nouvel ordre amoureux" , référence au livre "Le Nouveau Désordre amoureux de 1977. Cette association appartient plutôt aux « idées reçues », infondées sur le plan historique et émises plusieurs décennies après, à but polémique, sur l'importance attribuée à la sexualité dans le mouvement Mai 68.
Selon l'historienne Michelle Zancarini-Fournel, plusieurs slogans de Mai 68, parfois coupés ou modifiés entièrement, ont été « instrumentalisés par la droite et l’extrême droite pour former une image repoussoir de 68 » alors que le problème de la sexualité « n’a quasiment pas été abordé lors des assemblées générales dans les universités ». Selon cette historienne, il est important de « distinguer les représentations qui se sont imposées au cours des décennies qui ont suivi 1968 et les pratiques réelles de l’époque. ».
Ce phénomène a aussi été analysé par le philosophe Serge Audier dans un livre publié pour la première fois en 2008 et réédité en 2009 avec une postface, effectuant une synthèse des pensées anti-68, en modes plurielles, sous forme de « généalogie » du discours anti-68, dont l'intensité culmine sur la période 2007-2009, notamment au moment de l'élection présidentielle de 2007.
Pendant toute sa campagne, Nicolas Sarkozy a ainsi « fait le procès du mouvement » de Mai 68, en faisant « oublier que ce fut aussi la plus grande grève ouvrière française », observe ainsi l'éditorialiste de Libération. Son conseiller Henri Guaino ne cache pas alors que la cible numéro 1 de Nicolas Sarkozy est l'eurodéputé Daniel Cohn-Bendit, après d'autres discours le visant déjà à travers «les nouvelles élites mondialisées». Neuf millions de personnes ont cessé le travail, trois fois plus qu'en 1936, en obtenant une hausse du Smic de 35 %, lui rappelle alors Ségolène Royal juste avant le second tour. L'universitaire américaine Kristin Ross, dans un livre qui « relate en détail la bataille des interprétations » décrit alors dans la « réduction des événements aux seules barricades » étudiantes à Paris, une forme de «confiscation» historique et déplore une « lecture générationnelle des événements » non justifiée par « transformation bénigne des mœurs » qui ont suivi.
Selon Cécile Canut, professeur au département de Sciences du langage de l'Université Paris-Descartes, citée dans des publications de 2008 puis dans son propre livre en 2011, cette phrase sera ensuite utilisée par les promoteurs d'une  pensée antilibérale dans le domaine sociétal, réduisant, pour le dénigrer, le discours du mouvement de Mai 68 à quelques slogans ,  et transformant ses acteurs en "responsables du capitalisme actuel, de l’hédonisme généralisé ou encore du terrorisme" alors qu'elle conclut en fait le pamphlet étudiant situationniste de Strasbourg en 1966.  

### L'interprétation comme une justification de la publicité
Plus de quatre décennies après son écriture, le slogan est présenté par trois habitués des plateaux de télévision comme une justification de la publicité alors que tous les textes situationnistes étaient au contraire des critiques virulentes de la société de consommation.
L'essayiste Pascal Bruckner, estime que « Vivre sans temps mort et jouir sans entraves » était un « idéal consumériste, quasiment publicitaire », tandis que Michel Onfray déclare lui aussi que ce slogan fut « tout bénéfice pour le capitalisme qui put ainsi imposer son consumérisme ». Luc Ferry écrit lui dans sa chronique du Figaro que Mai 68 fut « un moment de déconstruction fanatique des autorités et des valeurs traditionnelles (“il est interdit d'interdire”), qui a ouvert la voie à l'hyperconsumérisme libéral ("jouir sans entraves") ».

### L'interprétation dans le sens de la sexualité
À partir des années 2000, ce slogan fait l'objet d'une interprétation erronée, contestée par les historiens, dans le sens de la jouissance sexuelle. Il est alors couplé avec le slogan "Il est interdit d'interdire !", qui n'est pourtant pas des situationnistes, ni même de Mai 68, mais une  boutade de Jean Yanne au micro de RTL. Le phénomène démarre après les polémiques de 2001 et 2009 sur les écrits et déclarations pédophiles de Daniel Cohn Bendit, qui reviennent régulièrement en boucle, puis reprend en 2013 lors des manifestations contre la loi légalisant le mariage homosexuel.
"C'est dans le sillage du joyeux mois de mai et avec la bénédiction des autorités philosophiques les plus représentatives du gauchisme culturel de l’époque, que la pédophilie reçut les lettres de noblesse qu’elle avait perdues depuis Platon", estime ainsi Luc Ferry. Pour le théologien français Bertrand Vergely, expert auprès de l'Association progrès du management et chroniqueur du journal de droite Atlantico et auteur de l'essai "La destruction du réel" "Il est interdit d'interdire !" et "Vivre sans temps mort, jouir sans entrave" sont les deux slogans qui « font fureur » au moment de Mai 68 et sont à l'origine de la tolérance « imposée dès le plus jeune âge » par les ABC de l'égalité, en janvier 2013, lors de la loi sur le « mariage pour tous » à laquelle Bertrand Vergely se déclare opposé dans son texte Le mariage gay ou la dictature de la confusion.
Le philosophe slovène Slavoj Zizek écrira de son côté en 2008 dans les pages opinions du Monde, une tribune consacrée aux « leçon à tirer de 68 », estimant que « la libération sexuelle des années 1960 » a débouché sur le fait que « la jouissance sexuelle n'est pas seulement autorisée », mais  est devenue une contrainte hédoniste « quasiment obligatoire ». Lors de l'affaire Gabriel Matzneff de la fin 2019, le slogan est à nouveau réécrit pour être utilisé au sens purement sexuel, comme signifiant « la libération du désir en vue de pouvoir jouir sans entrave » par le philosophe Eric Deschavanne sur le site d'information Atlantico.
Mais selon l'analyse de Michel Bozon, directeur de recherche à l'Institut national d'études démographiques, dans L'Obs du 5 avril 2018, la phrase Vivre sans temps mort, jouir sans entraves ne concernait à l'époque des situationnistes que l'aspiration à un mode de vie plus intense, sans prétendre évoquer une quelconque appétence pour une sexualité débridée. Dans son fameux "Rapport sur le comportement sexuel des Français" paru en 1972, le médecin Pierre Simon, auteur de la première enquête ne mentionne en effet ni Mai 68 ni la notion de libération sexuelle, a rappelé Michel Bozon.

## Photographies
- Gérard-Aimé / Rapho-Eyedea, 2 avril 1968, voir en ligne.
- Henri Cartier-Bresson a pris une photo d'un vieil homme, style IIIe République, regarder attentivement, avec un relatif scepticisme, ce graffiti  en grosses lettres sur une porte en bois, juste sous une affiche du Parti communiste français[58]. Non publiée dans la presse, elle n'est pas datée mais localisée rue de Vaugirard à Paris. Le magazine Paris-Match, dans une interview que Daniel Cohn-Bendit lui avait accordée en juin 1968, a précisé qu'il habite alors dans « un deux pièces, près de la rue de Vaugirard, en plein XVe arrondissement" de Paris »[59].
- Le slogan sera repris aussi dans un portrait de Josef Koudelka, grand photographe tchèque exilé en 1968, puis adoubé par Cartier-Bresson, à qui le Centre Pompidou a consacré une exposition en 2017[60].

## Peinture et audiovisuel
- Yvonne Debeaumarché, Jouissez sans entraves, documentaire, Doc en Stock, Arte, 45 minutes, 2008[61].
- « Jouissons sans entraves citoyens », toile de l'artiste-peintre situationniste Jean-Jacques Borrut, fut sélectionnée en 1989 par un jury pour faire l’affichage publicitaire de la ville de Narbonne, mais la mairie ne l'a pas retenue.